# Samuel S. Bowne
Samuel Smith Bowne (* 11. April 1800 in New Rochelle, New York; † 9. Juli 1865 bei Morris, New York) war ein US-amerikanischer Jurist und Politiker. Zwischen 1841 und 1843 vertrat er den Bundesstaat New York im US-Repräsentantenhaus.

## Werdegang
Samuel Smith Bowne wurde Anfang des 19. Jahrhunderts in New Rochelle im Westchester County geboren. Die Familie zog nach Otsego County und ließ sich bei Morris nieder. Dort besuchte er Gemeinschaftsschulen. Danach war er in der Landwirtschaft tätig. 1825 zog er nach Laurens. Er studierte Jura. Nach dem Erhalt seiner Zulassung als Anwalt 1832 begann er in Laurens zu praktizieren. Dann zog er nach Cooperstown. 1834 saß er in der New York State Assembly. Politisch gehörte er der Demokratischen Partei an.
Bei den Kongresswahlen des Jahres 1840 für den 27. Kongress wurde Bowne im 19. Wahlbezirk von New York in das US-Repräsentantenhaus in Washington, D.C. gewählt, wo er am 4. März 1841 die Nachfolge von John Holmes Prentiss antrat. Da er auf eine erneute Kandidatur im Jahr 1842 verzichtete, schied er nach dem 3. März 1843 aus dem Kongress aus.
Er zog 1846 nach Rochester, wo er seiner Tätigkeit als Anwalt nachging. Zwischen 1851 und 1855 war er Richter im Otsego County. Danach praktizierte er wieder als Anwalt. Am 9. Juli 1865 verstarb er auf seiner Farm bei Morris und wurde dann auf dem Friends Burying Ground beigesetzt. Zu jenem Zeitpunkt war der Bürgerkrieg seit ungefähr zwei Wochen zu Ende.